# Ajdabiya
Ajdabiya (tiếng Ả Rập: أجدابيا /[invalid input: 'icon']ʔʒdɑːbi[invalid input: 'a']/, tiếng Ý: Agedábia), trước đây gọi là Agedabia hay Ajdabya, là một thành phố và là thủ phủ của quận Al Wahat ở đông bắc Libya. Thành phố cách 160 kilomet(100 mi) về phía nam của Benghazi. Từ 2001 đến 2007 tahnhf phố là một phần và là thủ phủ của quận Ajdabiya. Thành phố được chia thành ba Đại hội Nhân dân Cơ bản: Bắc Ajdabiya, Tây Ajdabiya và Đông Ajdabiya.

## Địa lý
Ajdabiya nằm ở đông bắc của Libya ven Địa Trung Hải và nằm ở cực đông của Vịnh Sirte. Thành phố nằm trên một bồn địa khô cằn cách biển khoảng 4 dặm (6,4 km) và cách thủ đô Tripoli khoảng 530 dặm (850 km) và cách Benghazi khoảng 100 dặm (160 km). Thành phố là một địa điểm trên một tuyến lộ trình quan trọng trên con đường ven biển từ Tripoli đến Benghazi và từ các vùng nội địa ở phía nam tới Ốc đảo Jalu và về phía đông tới Tobruk, là thành phố biên giới với Ai Cập.

## Lịch sử
Ajdabiya từng là một thành phố La Mã có tên là Corniclanum trong thế kỷ 4 và 5 TCN. Thành phố trở nên quan trọng vì hai lý do: có nguồn nước có thể sử dụng trên một vùng khô cằn, và nằm ở nơi giao nhau giữa hai tuyến lộ trình quan trọng, tuiyeens đường ven biển dọc theo duyên hải Bắc Phi và tuyến đường xuyên sa mạc từ các ốc đảo Jalu và al-Ujlah. Thành phố nằm dưới sự kiểm saots của Đế quốc Byzantine sau sự sụp đổ của La Mã nhưng đã giành lại tầm quan trọng dưới sự kiểm soát của Fatimid Caliphate. Sau khi chiếm được thị trấn năm 912, Fatimid đã tái xây dựng Ajdabiya và xây nhiều nhà thờ Hồi giáo và nhiều cung điện cầu kỳ, nhiều dấu tích của chúng vẫn tòn tại đến ngày nay. Khaongr năm 1051-52 thành phố lại bị tàn phá lần nữa, lần này là bởi Beni Hilal và Banu Sulaym, các bộ tộc Ả Rập di cư đến Bắc Phi theo sự khuyến khích của Fatimid. Thành phố sau đó là một thời kỳ suy tàn kéo dài. Vào thế kỷ 12, nhà địa lý Ả Rập Muhammad al-Idrisi đã mêu tả Ajdabiya là "một thị trấn nằm trên một vùng đất bằng phẳng, cao nguyên đầy đá".
Thị trấn sau đó được hồi sinh dưới sự cai trị của Đế quốc Ottoman và trở thành một trung tâm hành chính thứ yếu to của miền tây Cyrenaica. Thị trân sau đó trở thành một trung tâm quan trọng của phong trào Senussi vào đầu thế kỷ 20 và trở thành thủ phủ của vùng tự trị do Senussi kiểm soát từ năm 1920 đến 1923 theo các điều khaonr trong một hiệp định với Ý, thế lực đã xâm chiếm Libya từ năm 1911. Vào tháng 4 năm 1923, người Ý đã chiếm Ajdabiya, và biến nơi đây thành một tiền đồn quân sự quan trọng. Khu vực đã phải chứng kiến nhiều trận chiến khốc liệt trong Thế chiến 2
Ajdabiya đã biến đổi sau chiến tranh và phát triển cùng với ngành công nghiệp dầu mỏ của Libya gần Brega. Năm 1979, nơi đây trở thành một đô thị bùng nổ dân số với khoảng 32.000 người. Đặc biệt là nam giới làm trong ngành công nghiệp dầu mỏ. Thị trấn sau đó có thêm các ttrung tâm công cộng, đồn cảnh sát, các cơ sở giáo dục và bệnh viện với sự giúp đỡ của đồng minh Bulgaria của Libya.